# Baseball aux Pays-Bas
Le baseball aux Pays-Bas.

## Organisation

### Compétitions nationales
Le Championnat des Pays-Bas de baseball (Honkbal Hoofdklasse) est une compétition rassemblant l'élite des clubs néerlandais de baseball depuis 1922. La Hoofdklasse comprend actuellement huit clubs qui s'affrontent d'avril à septembre. Neptunus est tenant du titre. Derrière l'élite, six niveaux de compétitions rassemblent plusieurs dizaines de formations.
| Niveau | Niveau | Serie                                  | Serie                                  | Serie                                  | Serie                                  | Serie                                  | Serie                                  | Serie                                  | Serie                                  | Serie                                  | Serie                                  | Serie                                  | Serie                                  | Serie                                  | Serie                                  | Serie                                  | Serie                                  | Serie                                  | Serie                                  |
| ------ | ------ | -------------------------------------- | -------------------------------------- | -------------------------------------- | -------------------------------------- | -------------------------------------- | -------------------------------------- | -------------------------------------- | -------------------------------------- | -------------------------------------- | -------------------------------------- | -------------------------------------- | -------------------------------------- | -------------------------------------- | -------------------------------------- | -------------------------------------- | -------------------------------------- | -------------------------------------- | -------------------------------------- |
| 1      | 1      | Honkbal Hoofdklasse 8 équipes          | Honkbal Hoofdklasse 8 équipes          | Honkbal Hoofdklasse 8 équipes          | Honkbal Hoofdklasse 8 équipes          | Honkbal Hoofdklasse 8 équipes          | Honkbal Hoofdklasse 8 équipes          | Honkbal Hoofdklasse 8 équipes          | Honkbal Hoofdklasse 8 équipes          | Honkbal Hoofdklasse 8 équipes          | Honkbal Hoofdklasse 8 équipes          | Honkbal Hoofdklasse 8 équipes          | Honkbal Hoofdklasse 8 équipes          | Honkbal Hoofdklasse 8 équipes          | Honkbal Hoofdklasse 8 équipes          | Honkbal Hoofdklasse 8 équipes          | Honkbal Hoofdklasse 8 équipes          | Honkbal Hoofdklasse 8 équipes          | Honkbal Hoofdklasse 8 équipes          |
| 2      | 2      | 1e Klasse 12 équipes                   | 1e Klasse 12 équipes                   | 1e Klasse 12 équipes                   | 1e Klasse 12 équipes                   | 1e Klasse 12 équipes                   | 1e Klasse 12 équipes                   | 1e Klasse 12 équipes                   | 1e Klasse 12 équipes                   | 1e Klasse 12 équipes                   | 1e Klasse 12 équipes                   | 1e Klasse 12 équipes                   | 1e Klasse 12 équipes                   | 1e Klasse 12 équipes                   | 1e Klasse 12 équipes                   | 1e Klasse 12 équipes                   | 1e Klasse 12 équipes                   | 1e Klasse 12 équipes                   | 1e Klasse 12 équipes                   |
| 3      | 3      | 2e Klasse Groupe A 12 équipes          | 2e Klasse Groupe A 12 équipes          | 2e Klasse Groupe A 12 équipes          | 2e Klasse Groupe A 12 équipes          | 2e Klasse Groupe A 12 équipes          | 2e Klasse Groupe A 12 équipes          | 2e Klasse Groupe A 12 équipes          | 2e Klasse Groupe A 12 équipes          | 2e Klasse Groupe A 12 équipes          | 2e Klasse Groupe B 12 équipes          | 2e Klasse Groupe B 12 équipes          | 2e Klasse Groupe B 12 équipes          | 2e Klasse Groupe B 12 équipes          | 2e Klasse Groupe B 12 équipes          | 2e Klasse Groupe B 12 équipes          | 2e Klasse Groupe B 12 équipes          | 2e Klasse Groupe B 12 équipes          | 2e Klasse Groupe B 12 équipes          |
| 4      | 4      | 3e Klasse Groupe A 9 équipes           | 3e Klasse Groupe B 10 équipes          | 3e Klasse Groupe C 10 équipes          | 3e Klasse Groupe D 7 équipes           |                                        |                                        |                                        |                                        |                                        |                                        |                                        |                                        |                                        |                                        |                                        |                                        |                                        |                                        |
| 5      | 5      | 4e Klasse Groupe A 8 équipes           | 4e Klasse Groupe A 8 équipes           | 4e Klasse Groupe B 10 équipes          | 4e Klasse Groupe B 10 équipes          | 4e Klasse Groupe C 7 équipes           | 4e Klasse Groupe C 7 équipes           | 4e Klasse Groupe D 6 équipes           | 4e Klasse Groupe D 6 équipes           | 4e Klasse Groupe E 6 équipes           | 4e Klasse Groupe E 6 équipes           | 4e Klasse Groupe F 7 équipes           | 4e Klasse Groupe F 7 équipes           | 4e Klasse Groupe G 6 équipes           | 4e Klasse Groupe G 6 équipes           |                                        |                                        |                                        |                                        |
| 6      | 6      | 5e Klasse 11 groupes de 6 à 10 équipes | 5e Klasse 11 groupes de 6 à 10 équipes | 5e Klasse 11 groupes de 6 à 10 équipes | 5e Klasse 11 groupes de 6 à 10 équipes | 5e Klasse 11 groupes de 6 à 10 équipes | 5e Klasse 11 groupes de 6 à 10 équipes | 5e Klasse 11 groupes de 6 à 10 équipes | 5e Klasse 11 groupes de 6 à 10 équipes | 5e Klasse 11 groupes de 6 à 10 équipes | 5e Klasse 11 groupes de 6 à 10 équipes | 5e Klasse 11 groupes de 6 à 10 équipes | 5e Klasse 11 groupes de 6 à 10 équipes | 5e Klasse 11 groupes de 6 à 10 équipes | 5e Klasse 11 groupes de 6 à 10 équipes | 5e Klasse 11 groupes de 6 à 10 équipes | 5e Klasse 11 groupes de 6 à 10 équipes | 5e Klasse 11 groupes de 6 à 10 équipes | 5e Klasse 11 groupes de 6 à 10 équipes |
| 7      | 7      | 6e Klasse 7 groupes de 6 à 10 équipes  | 6e Klasse 7 groupes de 6 à 10 équipes  | 6e Klasse 7 groupes de 6 à 10 équipes  | 6e Klasse 7 groupes de 6 à 10 équipes  | 6e Klasse 7 groupes de 6 à 10 équipes  | 6e Klasse 7 groupes de 6 à 10 équipes  | 6e Klasse 7 groupes de 6 à 10 équipes  | 6e Klasse 7 groupes de 6 à 10 équipes  | 6e Klasse 7 groupes de 6 à 10 équipes  | 6e Klasse 7 groupes de 6 à 10 équipes  | 6e Klasse 7 groupes de 6 à 10 équipes  | 6e Klasse 7 groupes de 6 à 10 équipes  | 6e Klasse 7 groupes de 6 à 10 équipes  | 6e Klasse 7 groupes de 6 à 10 équipes  | 6e Klasse 7 groupes de 6 à 10 équipes  | 6e Klasse 7 groupes de 6 à 10 équipes  | 6e Klasse 7 groupes de 6 à 10 équipes  | 6e Klasse 7 groupes de 6 à 10 équipes  |

### Équipe nationale
L'équipe des Pays-Bas de baseball prend part à des compétitions internationales, comme les Championnats d'Europe, les Jeux olympiques, le Classique mondiale ou la Coupe du monde notamment. Quatrième de la Coupe du monde en 2005 et 2007, l'équipe nationale compte vingt titres de champions d'Europe entre 1956 et 2007. Sur le Vieux contient, les seuls véritables rivaux des Néerlandais sont les Italiens.
La sélection néerlandaise s'illustre à l'occasion de la Classique mondiale de baseball 2009 en s'imposant à deux reprises face à la République dominicaine. Les Pays-Bas se qualifient, contre toute attente, pour le deuxième tour.

## Histoire
De retour de vacances des États-Unis où il s'éprend du baseball, J. C. G. Grasé, natif d'Amsterdam, est déterminant dans l'implatation du jeu aux Pays-Bas dans les années 1910. Le baseball est déjà pratiqué de manière informelle depuis au moins 1905, mais l'action de Grasé est déterminante : ce professeur d'anglais traduit le règlement en néerlandais et forge le terme honkbal, baseball en néerlandais. Il fonde ensuite la Fédération le 12 mars 1912.
La Grande Guerre retarde la mise en place du premier championnat national qui se tient en 1922. Cette première édition met aux prises quatre formations : Ajax, Blauw-Wit, Hercules et Quick.
Les oppositions entre Néerlandais et Américains débutent en 1923. Les marins américains sont les premiers à défendre les couleurs des États-Unis en terre néerlandaise. Le navire militaire USS Pittsburgh est ainsi défié en 1923, et s'impose face à une sélection locale. La première victoire néerlandaise à l'occasion de ces défis est enregistrée le 11 septembre 1927 face à l'équipe de l'équipage de l'US Destroyer 217. Les locaux s'imposent 8-2.
Pendant un temps, les équipes de baseball sont souvent des sections de clubs de football, à l'instar de celles de l'Ajax, Blauw-Wit, RCH, ou encore du Sparta Rotterdam.